# Federalna Służba Wojsk Gwardii Narodowej Rosji
Federalna Służba Wojsk Gwardii Narodowej Rosji (ros. Федеральная служба войск национальной гвардии Российской Федерации, w skrócie Rosgwardia (ros. Росгвардия)) – federalna służba rosyjska, powstała w kwietniu 2016 roku. Stała się największą spośród struktur bezpieczeństwa wewnętrznego w Rosji.

## Historia
5 kwietnia 2016 roku Prezydent Federacji Rosyjskiej Władimir Putin podpisał dekret nr 157, w którym postanowił powołać FSWGNR i jednocześnie przekształcić Wojska wewnętrzne Ministerstwa Spraw Wewnętrznych Rosji w Wojska Gwardii Narodowej Rosji.
Na czele Służby stoi generał armii Wiktor Zołotow, będący jednocześnie głównodowodzącym Wojskami Gwardii Narodowej.
To federalny organ wykonawczy Rosji, który odpowiada za kształtowanie i wdrażanie polityki państwa i regulacji prawnych w dziedzinach: działalność wojsk Gwardii Narodowej, działalność ochrony ludzi i obiektów, obrót bronią.

## Okręgi Wojsk Gwardii Narodowej
- Centralny Orszańsko-Chingański Okręg Wojsk Gwardii Narodowej Federacji Rosyjskiej;
- Północno-Zachodni Okręg Wojsk Gwardii Narodowej Federacji Rosyjskiej;
- Północno-Kaukaski Okręg Wojsk Gwardii Narodowej Federacji Rosyjskiej;
- Nadwołżański Okręg Wojsk Gwardii Narodowej Federacji Rosyjskiej;
- Uralski Okręg Wojsk Gwardii Narodowej Federacji Rosyjskiej;
- Syberyjski Okręg Wojsk Gwardii Narodowej Federacji Rosyjskiej;
- Wschodni Okręg Wojsk Gwardii Narodowej Federacji Rosyjskiej[3];
- Południowy Okręg Wojsk Gwardii Narodowej Federacji Rosyjskiej.

## Udział wojsk Rosgwardii winwazji Rosji na Ukrainę
Na okupowanych terenach południowej Ukrainy oddziały Gwardii Narodowej Rosji prowadzą działania represyjne mające na celu sterroryzowanie ludności cywilnej, która wyszła na ulice w proteście przeciwko rosyjskiej okupacji. Oddziały Rosgwardii stosują środki karne wobec ludności cywilnej w obwodach chersońskim i zaporoskim, aby zapobiec wiecom przeciwko okupantom. Na okupowanych terytoriach obwodu chersońskiego oddziały Rosgwardii prowadzą działania filtracyjne, próbując zidentyfikować ukraińskich żołnierzy, funkcjonariuszy organów ścigania, uczestników wojny w Donbasie i działaczy obywatelskich.
W marcu 2022 r. Sztab Generalny Sił Zbrojnych Ukrainy poinformował o utracie znacznej ilości broni i sprzętu wojskowego z jednostek karnych oddziałów Rosgwardii biorących udział w działaniach wojennych.
Podczas zajmowania przez wojska rosyjskie zaporoskiej elektrowni jądrowej oddziały Rosgwardii dokonały jej ostrzału artyleryjskiego. Po zajęciu elektrowni niewybuchy składowano bezpośrednio na jej terenie. Ostrzał mógł doprowadzić do katastrofy nuklearnej. Rozkazy ostrzeliwania elektrowni jądrowej i miasta Enerhodar wydał generał dywizji Aleksandr Dombrowski.
Dziennikarz śledczy Christo Grozew poinformował w marcu 2022 r., że FSB zatrzymała w Rosji zastępcę szefa sztabu Rosgwardii Romana Gawriłowa. Zatrzymania są związane z niepowodzeniem wojsk Rosgwardii w zajęciu terytorium Ukrainy.